# Eleições estaduais em Mato Grosso em 2010
As eleições estaduais em Mato Grosso em 2010 aconteceram nas eleições federais, no Brasil, com o primeiro turno em 3 de outubro e o segundo em 31 de outubro. Neste ano foram realizadas eleições em todos os vinte e seis estados e no Distrito Federal. Na ocasião foi eleito um governador por estado, dois senadores por estado, deputados estaduais e federais e o presidente da República. Como nenhum dos candidatos à presidência e alguns candidatos à governador não obtiveram mais da metade do votos válidos, um segundo turno foi realizado no dia 31 de outubro. Em Mato Grosso não houve segundo turno para governador; já na eleição presidencial o segundo turno foi entre Dilma Rousseff (PT) e José Serra (PSDB). Segundo a Constituição Federal, o Presidente e os Governadores são eleitos diretamente para um mandato de quatro anos, com um limite de dois mandatos. O Presidente Luiz Inácio Lula da Silva (PT) não pode ser reeleito, uma vez que se elegeu duas vezes, em 2002 e 2006. O governador Silval Barbosa (PMDB) eleito em 2006 tentou uma reeleição e venceu-a.
No geral, as regras para as eleições presidenciais também se aplicam às estaduais. Isto é, as eleições têm dois turnos, se nenhum dos candidatos alcança maioria absoluta dos votos válidos, um segundo turno entre os dois mais votados acontece. Todos os candidatos com cargos executivos deveriam renunciar até 3 de abril, para poderem disputar. Conforme rodízio previsto para as eleições para o Senado, em 2010 Duas vagas para cada estado será disputada para o mandato de 8 anos. O candidato mais votado é eleito,o segundo mais votado tambem e eleito. Nas eleições legislativas, não há segundo turno.
Na disputa do Governo de Estado foram quatro candidatos, sendo Wilson Santos (PSDB), Mauro Mendes (PSB), Silval Barbosa (PMDB) e Marcos Magno (PSOL). Para o Senador, foram sete candidatos.

## Resultado da eleição para governador
Com informações oriundas do Tribunal Regional Eleitoral de Mato Grosso.
| Candidatos a governador do estado | Candidatos a vice-governador | Número | Coligação                                                                             | Votação | Percentual |
| --------------------------------- | ---------------------------- | ------ | ------------------------------------------------------------------------------------- | ------- | ---------- |
| Silval Barbosa PMDB               | Chico Daltro PMDB            | 15     | Mato Grosso em Primeiro Lugar (PMDB, PT, PP, PR, PCdoB, PSC, PRB, PHS, PRP, PTC, PTN) | 759.805 | 51,21%     |
| Mauro Mendes PSB                  | Otaviano Pivetta PDT         | 40     | Mato Grosso Melhor para Você (PSB, PDT, PPS, PV)                                      | 472.475 | 31,85%     |
| Wilson Santos PSDB                | Dilceu dal Bosco DEM         | 45     | Senador Jonas Pinheiro (PSDB, DEM, PTB, PMN, PRTB, PSDC, PSL, PTdoB)                  | 245.527 | 16,55%     |
| Marcos Magno PSOL                 | José Roberto Cavalcante PSOL | 50     | —                                                                                     | 5.771   | 0,39%      |

## Resultado da eleição para senador
Foram apurados 2.217.629 votos nominais na disputa pelas duas vagas em aberto.
| Candidatos a senador da República | Candidatos a suplente de senador                                  | Número | Coligação                                                                             | Votação   | Percentual |
| --------------------------------- | ----------------------------------------------------------------- | ------ | ------------------------------------------------------------------------------------- | --------- | ---------- |
| Blairo Maggi PR                   | Cidinho Santos PR Rodrigues Palma PR                              | 222    | Mato Grosso em Primeiro Lugar (PMDB, PT, PP, PR, PCdoB, PSC, PRB, PHS, PRP, PTC, PTN) | 1.073.039 | 37,08%     |
| Pedro Taques PDT                  | José Medeiros PPS Paulo Fiúza Filho PV                            | 123    | Mato Grosso Melhor para Você (PSB, PDT, PPS, PV)                                      | 708.440   | 24,48%     |
| Carlos Abicalil PT                | Altevir Magalhães PMDB João Alves dos Santos PT                   | 132    | Mato Grosso em Primeiro Lugar (PMDB, PT, PP, PR, PCdoB, PSC, PRB, PHS, PRP, PTC, PTN) | 533.280   | 18,43%     |
| Antero Paes de Barros PSDB        | Édio Brunetta PSDB Rogério Navarini PTB                           | 455    | Senador Jonas Pinheiro (PSDB, DEM, PTB, PMN, PRTB, PSDC, PSL, PTdoB)                  | 345.094   | 11,92%     |
| Jorge Yanai DEM                   | Augusto Taques de Albuquerque PSDB Carlos Capistrano de Pinho DEM | 251    | Senador Jonas Pinheiro (PSDB, DEM, PTB, PMN, PRTB, PSDC, PSL, PTdoB)                  | 101.766   | 3,52%      |
| Mauro de Barros PSOL              | Manoel Costa Parrião PSOL Gilberto Lopes PSOL                     | 500    | —                                                                                     | 97.803    | 3,38%      |
| Naildo da Silva Lopes PV          | Aluizio Leite Paredes PV Marta Maria Darsie PSB                   | 121    | Mato Grosso Melhor para Você (PSB, PDT, PPS, PV)                                      | 34.781    | 1,20%      |

## Deputados federais eleitos
Foram eleitos oito (8) deputados federais por Mato Grosso.

Representação eleita
  PR: 2
  PSB: 1
  PMDB: 1
  PT: 1
  DEM: 1
  PSDB: 1
  PP: 1

Fonteː
| Candidato (a)            | Número | Coligação                                                       | Votos   | Porcentagem |
| ------------------------ | ------ | --------------------------------------------------------------- | ------- | ----------- |
| Wellington Fagundes (PR) | 2290   | Mato Grosso em Primeiro Lugar II PT / PMDB / PR                 | 145.460 | 10,22%      |
| Homero Pereira (PR)      | 2200   | Mato Grosso em Primeiro Lugar II PT / PMDB / PR                 | 112.421 | 7,90%       |
| Valtenir Pereira (PSB)   | 4040   | Mato Grosso Melhor Pra Você PDT / PPS / PSB / PV                | 101.907 | 7,16%       |
| Carlos Bezerra (PMDB)    | 1515   | Mato Grosso em Primeiro Lugar II PT / PMDB / PR                 | 90.780  | 6,38%       |
| Saguas Moraes (PT)       | 1313   | Mato Grosso em Primeiro Lugar II PT / PMDB / PR                 | 88.654  | 6,23%       |
| Júlio Campos (DEM)       | 2525   | Senador Jonas Pinheiro II PTB / DEM / PMN / PSDB / PTdoB        | 72.560  | 5,10%       |
| Nilson Leitão (PSDB)     | 4500   | Senador Jonas Pinheiro II PTB / DEM / PMN / PSDB / PTdoB        | 70.958  | 4,99%       |
| Eliene Lima (PP)         | 1140   | Mato Grosso Progressista PRB / PP / PTN / PSC / PHS / PTC / PRP | 66.482  | 4,67%       |

Obs.: A lista acima mostra somente os oito candidatos eleitos.

## Deputados estaduais eleitos
Foram eleitos vinte e quatro (24) deputados estaduais por Mato Grosso.

Representação eleita
  PR: 6
  PP: 5
  PMDB: 5
  DEM: 2
  PPS: 1
  PSDB: 1
  PT: 1
  PTB: 1
  PDT: 1
  PSB: 1

Fonteː
| Número | Deputados estaduais eleitos | Partido | Votação | Percentual | Cidade onde nasceu | Unidade federativa |
| 11234  | José Riva                   | PP      | 93.594  | 6,13%      | Guaçuí             | Espírito Santo     |
| 22333  | Sérgio Ricardo              | PR      | 87.407  | 5,73%      | Marília            | São Paulo          |
| 22022  | Sebastião Rezende           | PR      | 51.552  | 3,38%      | Rondonópolis       | Mato Grosso        |
| 22040  | Mauro Savi                  | PR      | 47.663  | 3,12%      | Medianeira         | Paraná             |
| 22999  | Wagner Ramos                | PR      | 32.270  | 2,11%      | São Paulo          | São Paulo          |
| 15151  | Romoaldo Boraczynski Jr     | PMDB    | 29.507  | 1,93%      | Paranavaí          | Paraná             |
| 15200  | Baiano Filho                | PMDB    | 28.407  | 1,86%      | Dracena            | São Paulo          |
| 11456  | Ezequiel Fonseca            | PP      | 26.443  | 1,73%      | Santa Albertina    | São Paulo          |
| 25456  | Zé Domingos                 | DEM     | 26.431  | 1,73%      | Nortelândia        | Mato Grosso        |
| 23123  | Percival Muniz              | PPS     | 26.178  | 1,72%      | Guiratinga         | Mato Grosso        |
| 45000  | Guilherme Maluf             | PSDB    | 26.156  | 1,71%      | Cuiabá             | Mato Grosso        |
| 15000  | Dr. Walace Guimarães        | PMDB    | 25.129  | 1,65%      | Mucurici           | Espírito Santo     |
| 15123  | Nilson Santos               | PMDB    | 24.638  | 1,61%      | Brasilândia        | Mato Grosso do Sul |
| 13000  | Ademir Bunetto              | PT      | 23.693  | 1,55%      | Paim Filho         | Rio Grande do Sul  |
| 22666  | João Malheiros              | PR      | 23.551  | 1,54%      | Cuiabá             | Mato Grosso        |
| 15015  | Teté Bezerra                | PMDB    | 22.964  | 1,50%      | Pirajuí            | São Paulo          |
| 22123  | J.Barreto                   | PR      | 22.825  | 1,50%      | Campo Grande       | Mato Grosso do Sul |
| 25125  | Dilmar Dal Bosco            | DEM     | 22.284  | 1,46%      | Galvão             | Santa Catarina     |
| 14650  | Luiz Marinho                | PTB     | 20.094  | 1,32%      | Várzea Grande      | Mato Grosso        |
| 11222  | Airton Rondina (Português)  | PP      | 19.712  | 1,29%      | Dourados           | Mato Grosso do Sul |
| 11015  | Walater Rabello             | PP      | 18.696  | 1,23%      | São Paulo          | São Paulo          |
| 11211  | Dr. Antônio Azambuja        | PP      | 18.485  | 1,21%      | Pontes e Lacerda   | Mato Grosso        |
| 12345  | Zeca Viana                  | PDT     | 16.695  | 1,09%      | Francisco Beltrão  | Paraná             |
| 40300  | Luciane Bezerra             | PSB     | 14.294  | 0,94%      | Paraguaçu Paulista | São Paulo          |